# Super Eco 2700
Super Eco 2700 ist ein Containerschiffstyp.

## Geschichte
Der Schiffstyp wird seit etwa Mitte der 2010er-Jahre auf Werften in China für verschiedene Reedereien gebaut. Der Entwurf stammt vom Marine Design and Research Institute of China (MARIC). Die Schiffe werden weltweit für Containerverkehre eingesetzt.

### Zwischenfälle
Die unter der Flagge Singapurs fahrende X-Press Pearl der X-Press Feeders Group der Reederei Sea Consortium geriet im Mai 2021 nur rund drei Monate nach der Indienststellung im Indischen Ozean in Brand.

## Beschreibung
Die Schiffe werden von einem Sechszylinder-Zweitakt-Dieselmotor des Typs MAN 6G60ME-C mit 12.500 kW Leistung angetrieben. Der Motor wirkt auf einen Festpropeller. Die Schiffe sind mit einem elektrisch angetriebenen Bugstrahlruder ausgerüstet. Für die Stromversorgung an Bord stehen vier Dieselgeneratoren mit zum Teil unterschiedlichen Konfigurationen zur Verfügung. Weiterhin ist ein Notgenerator verbaut.
Die Schiffe verfügen in den Laderäumen über neun 40-Fuß-Bays hintereinander. Die Laderäume sind mit Cellguides ausgestattet. Sie sind mit Pontonlukendeckeln verschlossen. An Deck stehen auf den Lukendeckeln ebenfalls neun 40-Fuß-Bays hintereinander sowie eine weitere 40-Fuß-Bay direkt vor dem Deckshaus zur Verfügung. Hier befindet sich im Rumpf der Maschinenraum. An Deck finden bis zu 14 Container nebeneinander Platz, es können hier bis zu sieben Lagen übereinander geladen werden. An Deck stehen zwischen den Lukendeckeln Laschbrücken mit Cellguides für die unterste Lage zur Verfügung. Für die direkt vor dem Deckshaus an Deck stehenden Container reichen die Cellguides zwei Lagen hoch. Die Containerkapazität der Schiffe beläuft sich auf rund 2700 TEU. Bei homogener Beladung mit 14 t schweren Containern können die Schiffe rund 2300 Container laden. Für Kühlcontainer sind 600 Anschlüsse vorhanden, davon 390 an Deck und 210 in den Laderäumen. Die meisten Schiffe wurden ohne Schiffskran für den Containerumschlag gebaut. Ein Teil der Schiffe wurde mit drei mittschiffs angeordneten Schiffskranen ausgerüstet. Auf der Back befindet sich ein Wellenbrecher zum Schutz vor überkommendem Wasser.
Das Deckshaus ist weit achtern angeordnet. Hinter dem Deckshaus befindet sich auf der Backbordseite ein Freifallrettungsboot.

## Schiffe (Auswahl)
| Super Eco 2700    | Super Eco 2700                                    | Super Eco 2700 | Super Eco 2700                                         | Super Eco 2700                                                                   |
| Bauname           | Bauwerft Baunummer                                | IMO-Nummer     | Kiellegung Stapellauf Ablieferung                      | Umbenennungen und Verbleib                                                       |
| ----------------- | ------------------------------------------------- | -------------- | ------------------------------------------------------ | -------------------------------------------------------------------------------- |
| Carolina Trader   | Jiangsu New Yangzijiang Shipbuilding YZJ2014-1164 | 9771652        | 18. Dezember 2015 23. November 2016 29. September 2017 | 2022: Interasia Enhance                                                          |
| California Trader | Jiangsu New Yangzijiang Shipbuilding YZJ2014-1165 | 9771664        | 18. Dezember 2015 16. Januar 2017 27. September 2017   | 2022: Interasia Engage                                                           |
| Bright            | Jiangsu New Yangzi Shipbuilding YZJ2014-1172      | 9778399        | Dezember 2015 23. Mai 2017 16. Januar 2018             |                                                                                  |
| TR Athos          | Jiangsu New Yangzijiang Shipbuilding YZJ2014-1174 | 9784647        | 20. November 2015 19. Mai 2017                         | 2023: CNC Serval                                                                 |
| TR Porthos        | Jiangsu New Yangzijiang Shipbuilding YZJ2014-1175 | 9784659        | 20. November 2015 1. November 2017                     | 2022: CNC Tiger                                                                  |
| TR Aramis         | Jiangsu New Yangzijiang Shipbuilding YZJ2014-1176 | 9784661        | 20. November 2015 6. Juli 2017                         | 2022: CNC Lion                                                                   |
| Delaware Trader   | Guangzhou Wenchong Shipyard H5471                 | 9793715        | 15. Dezember 2015 15. Juli 2017 6. Juni 2018           | 2023: Interasia Elevate                                                          |
| Washington Trader | Guangzhou Wenchong Shipyard H5472                 | 9793727        | 15. Dezember 2015 10. Oktober 2017 5. Dezember 2018    | 2018: X-Press Kabru, 2021: Tiger Ocean, 2023: X-Press Kabru                      |
| X-Press Pearl     | Zhoushan Changhong International Shipyard CHB084  | 9875343        | 17. Dezember 2015 10. Februar 2021                     | Im Mai 2021 vor der Küste Sri Lankas in Brand geraten, ausgebrannt und gesunken. |
| X-Press Mekong    | Zhoushan Changhong International Shipyard CHB085  | 9875355        | 18. Dezember 2015 19. Januar 2021                      |                                                                                  |
| X-Press Antares   | Zhoushan Changhong International Shipyard CHB086  | 9875367        | 18. Dezember 2015 16. Juni 2022 7. Oktober 2022        |                                                                                  |
| X-Press Altair    | Zhoushan Changhong International Shipyard CHB087  | 9875379        | 19. Dezember 2015 26. Juli 2022 22. November 2022      |                                                                                  |
| X-Press Antlia    | Zhoushan Changhong International Shipyard CHB088  | 9875381        | 19. Dezember 2015 13. November 2022 23. März 2023      |                                                                                  |
|                   | Zhoushan Changhong International Shipyard CHB089  | 9875393        |                                                        | bestellt/im Bau                                                                  |